# Limnebius rufipennis
Limnebius rufipennis är en skalbaggsart som beskrevs av Régimbart 1903. Limnebius rufipennis ingår i släktet Limnebius och familjen vattenbrynsbaggar. Inga underarter finns listade i Catalogue of Life.